# Sombrerogalaxen

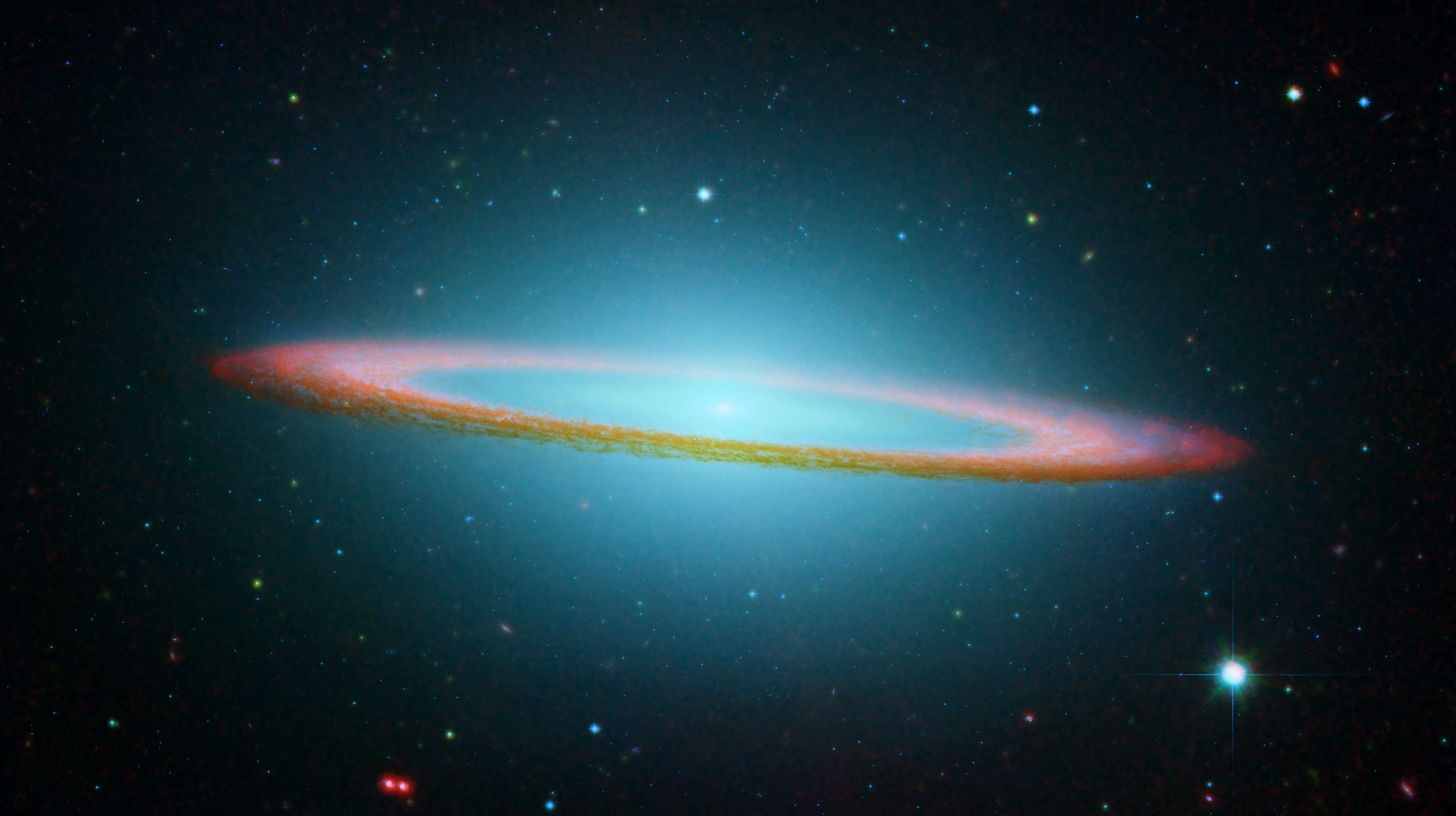
En infraröd bild på Sombrerogalaxen.

Sombrerogalaxen, M104 i Messiers katalog och även katalogiserad som NGC 4594, är en säregen spiralgalax med oklar klassificering. Den är belägen i stjärnbildsgränserna mellan Jungfrun och Korpen och cirka 9,55 Mparsec (31,1 miljoner ljusår) från Vintergatan. Galaxen har en massa som motsvarar 800 miljarder solmassor. Den är medlem i Virgo II-grupperna, en serie galaxer och galaxhopar som sträcker sig från den södra kanten av Virgosuperhopen. Den har en isofotal diameter på cirka 29,09 till 32,32 kparsek (94 900 till 105 000 ljusår), vilket gör den något större än Vintergatan. Den utbuktande lysande kärnan, det centrala supermassiva svarta hålet och det mörka stoftbandet gör att galaxen återkommande drar till sig astronomers intresse. Astronomer trodde initialt att halon var liten och ljus, vilket tyder på en spiralgalax; Spitzerteleskopet fann dock att halon var betydligt större och mer massiv än man tidigare trott, vilket tyder på en jättelik elliptisk galax.
Galaxen fick sitt namn på grund av den stora utbuktande kärnan som rymmer över 2 000 klotformiga stjärnhopar – tio gånger fler än vad som finns i vår galax – samt de mörka gasfälten som ses från kanten i galaxens skiva. Galaxen har en skenbar magnitud på +8,0, vilket gör den lätt synlig med amatörteleskop, och den anses av vissa författare vara galaxen med den högsta absoluta magnituden inom en radie av 10 Mparsek från Vintergatan.

## Centralt supermassivt svart hål
Under 1990-talet påvisade ett forskarlag under John Kormendys ledning att ett supermassivt svart hål finns inne i Sombrerogalaxen. Genom spektroskopiska data från både CFHT och Hubbleteleskopet visade gruppen att rotationshastigheten hos stjärnorna i galaxens centrum inte kunde vara så hög, om inte en massa motsvarande 1 miljard gånger solens massa fanns i centrum. Det svarta hålet i Sombrerogalaxen är ett av de mest massiva som upptäckts i samtliga galaxer nära Vintergatan.

## Observation

### Upptäckt
Sombrerogalaxen upptäcktes den 11 maj 1781 av Pierre Méchain. Han beskrev objektet i ett brev till J. Bernoulli från maj 1783, vilket senare publicerades i Berliner Astronomisches Jahrbuch. Charles Messier gjorde en handskriven anteckning om detta och fem andra objekt (numera gemensamt kända som M104 – M109) till sin personliga lista över objekt, nu känd som Messierkatalogen, men den infördes inte "officiellt" förrän 1921. William Herschel upptäckte 1784 objektet på egen hand och noterade dessutom närvaron av ett "mörkt lager" i galaxens skiva, det som nu kallas en stoftfil. Senare astronomer kunde koppla samman Méchains och Herschels observationer.

### Beteckning som ett Messier-objekt
År 1921 hittade Camille Flammarion Messiers personliga lista över Messier-objekten, inklusive handskrivna anteckningar om Sombrerogalaxen. Denna identifierades med objekt 4594 i New General Catalogue, och Flammarion förklarade att den borde inkluderas i Messierkatalogen. Sedan dess har Sombrerogalaxen varit känd som M104.

## Stoftring

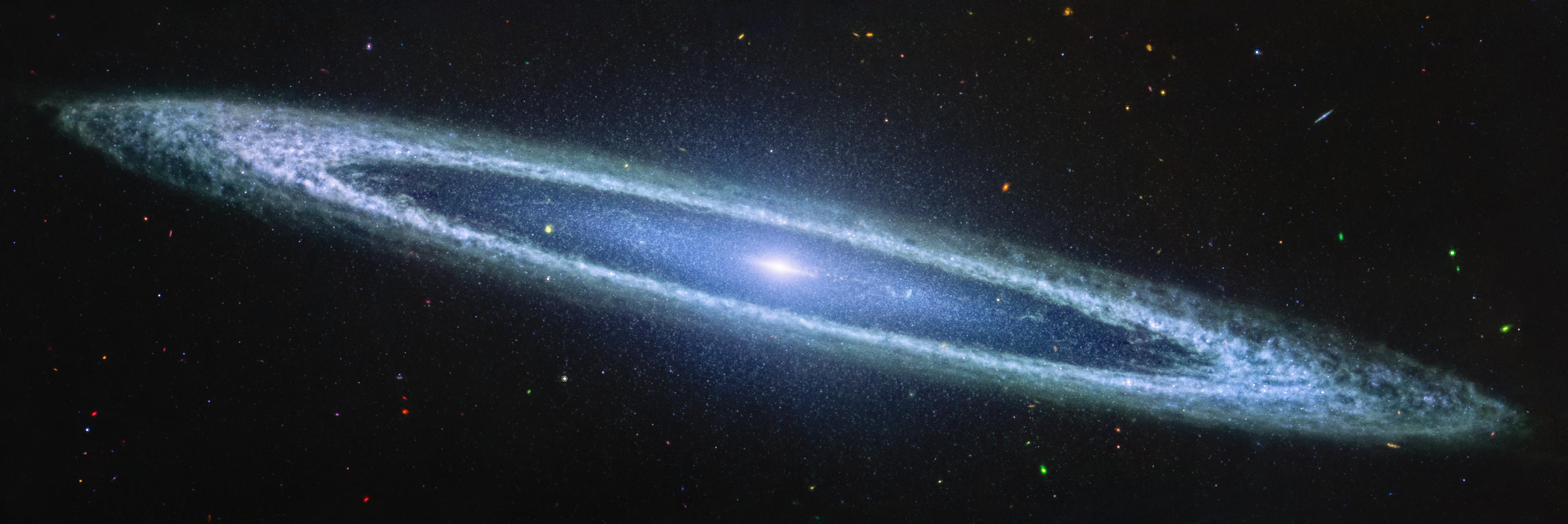
M104 fångad av James Webb-teleskopet:s medel-infraröda instrument år 2024

Som nämnts ovan är denna galax' mest slående drag stoftbandet som korsar galaxens utbuktning. Detta stoftband är i själva verket en symmetrisk ring som omsluter galaxens utbuktning. Det mesta av både den kalla atomära vätgasen och stoftet ligger inom denna ring.
Ringen kan också innehålla det mesta av Sombrerogalaxens kalla molekylära gas, även om detta är en slutsats baserad på observationer med låg upplösning och svaga observationer. Ytterligare observationer behövs för att bekräfta att Sombrerogalaxens molekylära gas är begränsad till ringen. Baserat på infrarödspektroskopi är stoftringen den primära platsen för stjärnbildning inom galaxen.

## Kärna
Kärnan i Sombrerogalaxen klassificeras som en lågjoniserande kärnemissionslinjeregion (LINER). Dessa är kärnregioner där joniserad gas finns, men jonerna är endast svagt joniserade (det vill säga atomerna saknar relativt få elektroner). Energikällan för jonisering av gasen i LINER har debatterats flitigt. Vissa LINER-kärnor kan drivas av heta, unga stjärnor som finns i stjärnbildningsregioner, medan andra LINER-kärnor kan drivas av aktiva galaktiska kärnor (högenergiska regioner som innehåller supermassiva svarta hål).
Observationer av infraröd spektroskopi har visat att kärnan i Sombrerogalaxen förmodligen saknar någon betydande stjärnbildningsaktivitet. Emellertid har ett supermassivt svart hål identifierats i kärnan (som diskuteras i underavsnittet nedan), så denna aktiva galaktiska kärna är förmodligen den energikälla som svagt joniserar gasen i Sombrerogalaxen.

### Centralt supermassivt svart hål
På 1990-talet visade en forskargrupp ledd av John Kormendy att ett supermassivt svart hål finns i Sombrerogalaxen. Med hjälp av spektroskopidata från både CFHT och Hubbleteleskopet visade gruppen att stjärnornas rotationshastighet i galaxens centrum inte kunde bibehållas om inte en massa 1 miljard gånger solens (det vill säga 109 solmassor) finns i centrum. Detta är bland de massivaste svarta hålen som uppmätts i någon närliggande galax, och det är det närmaste svarta hålet med en massa på en miljard solmassor till jorden. 

### Synkrotronstrålning
Vid radio- och röntgenvåglängder är kärnan en stark källa till synkrotronstrålning. Synkrotronstrålning produceras när höghastighetselektroner oscillerar när de passerar genom områden med starka magnetfält. Denna emission är ganska vanlig för aktiva galaktiska kärnor. Även om radiosynkrotronstrålning kan variera över tid för vissa aktiva galaktiska kärnor, varierar luminositeten hos radioemissionen från Sombrerogalaxen endast 10–20 procent.

### Oidentifierad terahertzstrålning
År 2006 publicerade två grupper mätningar av terahertzstrålningen från Sombrerogalaxens kärna vid en våglängd av 850 μm. Denna terahertzstrålning visade sig inte härröra från termisk emission från stoft (som vanligtvis ses vid infraröda och submillimetervåglängder), synkrotronstrålning (som vanligtvis ses vid radiovåglängder), bromsstrålning från het gas (som sällsynt ses vid millimetervåglängder) eller molekylär gas (som vanligtvis producerar submillimeterspektrallinjer). Källan till terahertzstrålningen är fortfarande okänd.

## Klotformiga stjärnhopar
Sombrerogalaxen har ett relativt stort antal klotformiga stjärnhopar, vars observationsstudier har gett populationsuppskattningar i intervallet 1 200 till 2 000. Förhållandet mellan klotformiga stjärnhopar och galaxens totala ljusstyrka är högt jämfört med Vintergatan och liknande galaxer med små utbuktningar, men jämförbart med andra galaxer med stora utbuktningar.
Dessa resultat har ofta använts för att visa att antalet klotformiga stjärnhopar i en galax tros vara relaterat till storleken på dess utbuktning. Ytdensiteten hos de klotformiga stjärnhoparna följer i allmänhet utbuktningens ljusprofil, förutom nära galaxens centrum.

## Avstånd, massa och ljusstyrka
Minst två metoder har använts för att mäta avståndet till Sombrerogalaxen:
- Den första metoden bygger på att jämföra de uppmätta flödena från galaxens planetariska nebulosor med den kända luminositeten hos planetariska nebulosor i Vintergatan. Denna metod gav avståndet till Sombrerogalaxen till 29 ± 2 miljoner ljusår (8 890 ± 610 kparsec).[28]
- Den andra metoden är metoden för fluktuationer i ytljusstyrka, som använder det korniga utseendet på galaxens utbuktning för att uppskatta avståndet till den. Närliggande galaxutbuktningar verkar mycket korniga, medan mer avlägsna utbuktningar verkar släta. Tidiga mätningar med denna teknik gav avstånd på 30,6 ± 1,3 miljoner ljusår (9 380 ± 400 kparsec).[29] Senare, efter en viss förfining av tekniken, mättes ett avstånd på 32 ± 3 miljoner ljusår (9 810 ± 920 kparsec).[30] Detta förfinades ytterligare 2003 till 29,6 ± 2,5 miljoner ljusår (9 080 ± 770 kparsec).[31]

Det genomsnittliga avståndet som mäts med dessa två tekniker är 29,3 ± 1,6 miljonrr ljusår (8 980 ± 490 kparsec).
Massan av M104 uppskattas till 800 miljarder solmassor.
Galaxens absoluta magnitud (i blått) uppskattas till –21,9 vid 30,6 miljoner ljusår (9 400 kparsec) (–21,8 på det genomsnittliga avståndet ovan). Detta gör, vilket nämnts ovan, den till den ljusaste galaxen inom en radie av 32,6 miljoner ljusår (10 000 kparsec) kring Vintergatan.
En rapport från 2016 använde Hubbleteleskopet för att mäta avståndet till M104 baserat på metoden för spetsen på den röda jättegrenen, vilket gav 9,55 ± 0,13 Mparsec.

## Information om närliggande galaxer och galaxgrupper
Sombrerogalaxen ligger inom ett komplext, filamentliknande moln av galaxer som sträcker sig söder om Virgohopen. Det är dock oklart om den är en del av en formell galaxhop. Hierarkiska metoder för att identifiera grupper, vilket bestämmer grupptillhörighet genom att beakta om enskilda galaxer tillhör en större samling galaxer, ger vanligtvis resultat som visar att Sombrerogalaxen är en del av en grupp som omfattar NGC 4487, NGC 4504, NGC 4802, UGCA 289 och möjligen några andra galaxer. Resultat som bygger på perkoleringsmetoden (även känd som vän-till-vän-metoden), som länkar samman enskilda galaxer för att bestämma grupptillhörighet, tyder dock på att Sombrerogalaxen antingen inte är i en grupp eller att den bara kan vara en del av ett galaxpar med UGCA 287.
Dessutom åtföljs M104 av en ultrakompakt dvärggalax upptäckt 2009. Denna har en absolut magnitud på -12,3, en effektiv radie på endast 47,9 ljusår (3,03 miljoner astronomiska enheter) och en massa på 3,3 × 107 solmassor.

## Amatörastronomi
Sombrerogalaxen ligger 11,5° väster om Spica och 5,5° nordost om Eta Korpen. Även om den är synlig med en 7×35-kikare eller ett 4-tums amatörteleskop, behövs ett 8-tums teleskop för att skilja utbuktningen från skivan, och ett 10- eller 12-tums teleskop för att se den mörka stoftbanan.

## Galleri

M104 avbildad av James Webb Space Telescope's NIRCam år 2025.
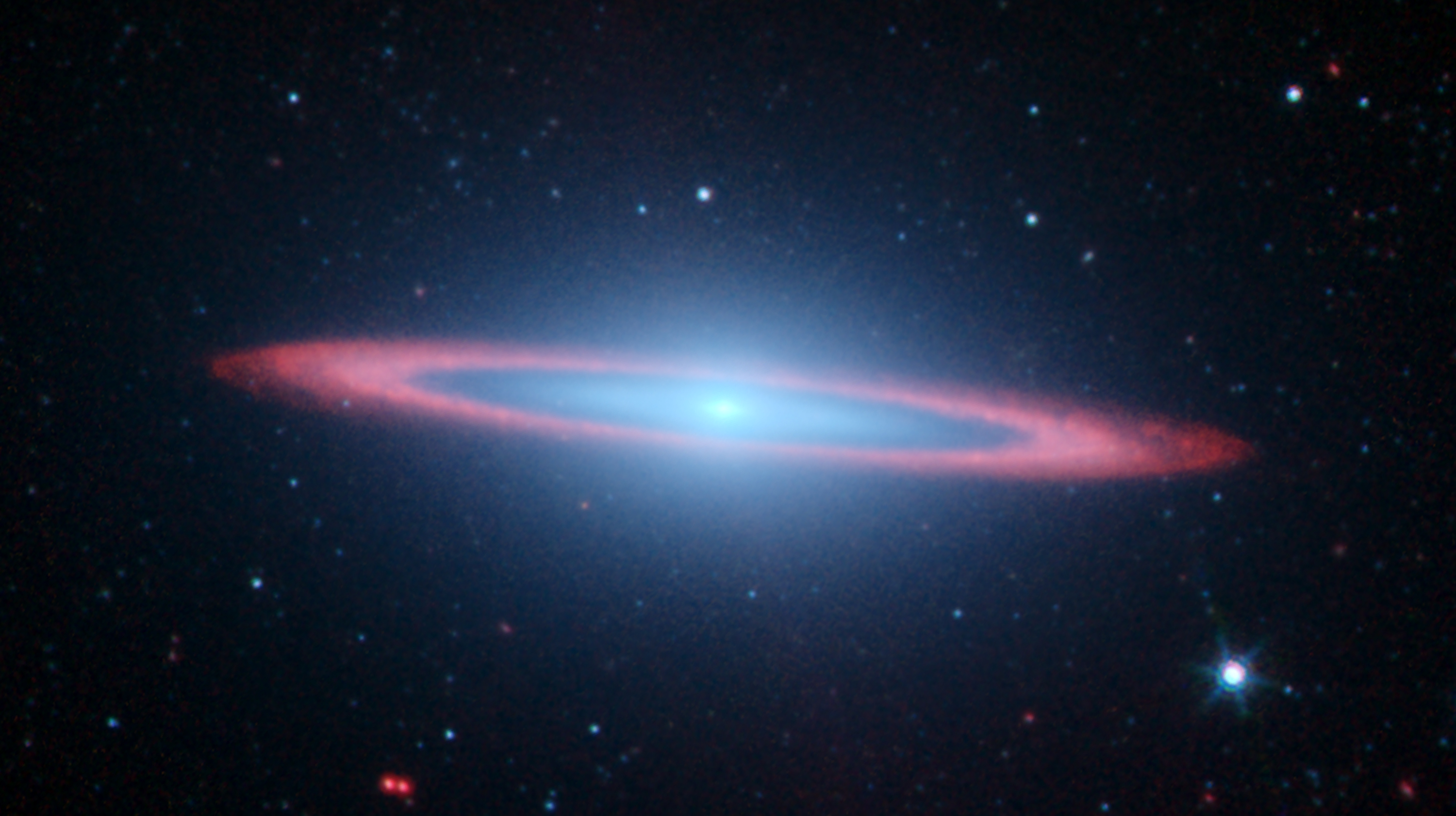
M104 i infrarött av Spitzer-teleskopet.